# Carnasserie Castle

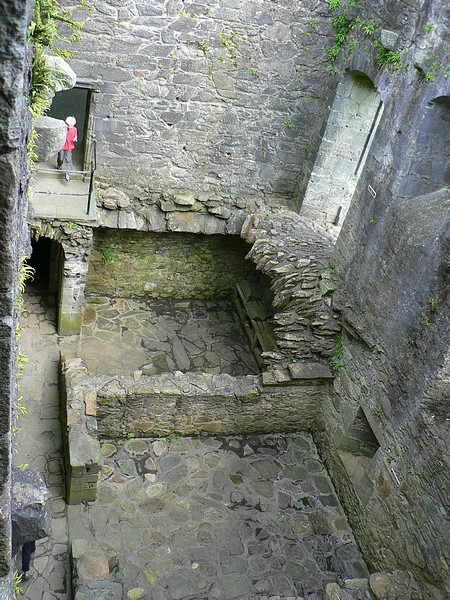
Raum in Inneren der Ruine

Carnasserie Castle ist eine Burgruine in der dünnbesiedelten Region im Osten der schottischen Council Area Argyll and Bute. Sie liegt nördlich der Ortschaft Kilmartin abseits der heutigen A816. Die Burgruine ist als Scheduled Monument klassifiziert.

## Geschichte
Carnasserie Castle wurde in den 1560er Jahren für den protestantischen Bischof John Carswell erbaut. Nach seinem Tode fiel es den Campbells of Auchinbreck zu. 1685 fiel Carnasserie Castle einem Aufstand zum Opfer, in dessen Verlauf es zerstört wurde. Es fiel dann den Campbells of Kilmartin und schließlich um 1830 den Malcolms of Poltalloch zu, wurde jedoch nicht wieder wiederaufgebaut. Im Jahre 1998 wurde die Burgruine einer eingehenden archäologischen Untersuchung unterzogen.

## Beschreibung
Die Burg wurde im Stile einer mittelalterlichen Festung erbaut, weist jedoch auch Merkmale der Renaissance auf. Das Bruchsteinmauerwerk des dreistöckigen Gebäudes ist zwischen 1,50 m und 1,80 m mächtig. Der Treppenturm, an dem sich auch der Eingang befindet, liegt im Nordwesten des Bauwerks. Ebenerdig befinden sich weite Gewölberäume. Im ersten Obergeschoss sind die Privaträume mit einem verzierten Kamin zu finden. Die einstigen Dächer sind heute eingestürzt. Carnasserie Castle besaß zinnenbewehrte Ecktürme. Die Mauern umgaben einen Innenhof. Die ehemaligen Außengebäude sind heute weitgehend zerstört und nur noch in Fragmenten erhalten.